# كالينينغراد
كالينينغراد (الروسية: Калининград)، كانت تُدعى سابقًا كونيغسبرغ (بالألمانية: Königsberg)، هي مدينة في روسيا من ضِمن الكيان الفدرالي الروسي كالينينغراد أوبلاست، وهي أرض حبيسة تحيط بها بولندا وليتوانيا وبحر البلطيق.
اعتبارا من تعداد عام 2002، كان عدد سكانها 430003، أي بزيادة قدرها 401280 من التي سجلت في إحصاء عام 1989. تكوينها العرقي يتكون من الروس 77,9 ٪، 8,0 ٪ البيلاروسيين، والأوكرانيين 7,3 ٪.
اسمها الأصلي Königsberg (كونيغسبرغ) بالألمانية، كانت كالينينغراد عاصمة لدولة الفرسان التوتونيين، دوقية بروسيا، ومقاطعة بروسيا الشرقية الألمانية. قبل أن يجري تغيير اسمها إلى كالينينغراد في عام 1946 بعد نهاية الحرب العالمية الثانية وهزيمة ألمانيا وطرد الروس سكانها الألمان. وقد سميت على اسم ميخائيل كالينين، الرئيس الأسبق للاتحاد السوفيتي.

## تاريخها
يمكن تقسيم تاريخ المدينة إلى أربع فترات: المستوطنة البروسية القديمة المعروفة باسم توانجستي قبل عام 1255؛ مدينة كروليفيك البولندية من 1454 إلى 1455 ومن ثم إقطاعية بولندا من 1456 إلى 1657؛ مدينة كونيغسبيرغ الألمانية من 1657 إلى 1945؛ ومدينة كالينينجراد الروسية من عام 1945 حتى الوقت الحاضر.

### Twangste
سبق كونيغسبيرغ حصن سامبي (قبيلة بروسية قديمة) يُدعى توانغستي (الكلمة البروسية تيفينكستا تعني بركة صنعها سد). أثناء غزو السامبيين من قبل الفرسان التوتونيين في عام 1255، تم تدمير توانغستي واستبدالها بقلعة جديدة تسمى كونيغسبيرغ تكريماً للملك البوهيمي أوتوكار الثاني. انقرضت الثقافة البروسية القديمة المتدهورة أخيرًا في أوائل القرن الثامن عشر تقريبًا مع الطاعون العظيم، وتم دمج البروسيين القدامى الباقين على قيد الحياة من خلال الاستيعاب.

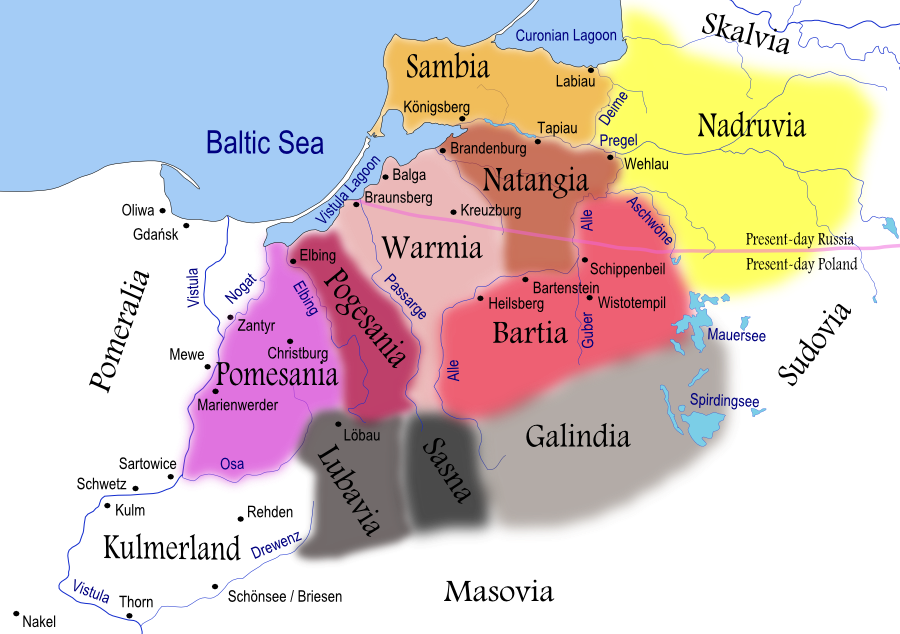
Old Prussian clans in the 13th century (Sambia - orange)

## المناخ
يظهر الجدول التالي التغييرات المناخية على مدار السنة لكالينينغراد:
| البيانات المناخية لـكالينينغراد   | البيانات المناخية لـكالينينغراد | البيانات المناخية لـكالينينغراد | البيانات المناخية لـكالينينغراد | البيانات المناخية لـكالينينغراد | البيانات المناخية لـكالينينغراد | البيانات المناخية لـكالينينغراد | البيانات المناخية لـكالينينغراد | البيانات المناخية لـكالينينغراد | البيانات المناخية لـكالينينغراد | البيانات المناخية لـكالينينغراد | البيانات المناخية لـكالينينغراد | البيانات المناخية لـكالينينغراد | البيانات المناخية لـكالينينغراد |
| الشهر                             | يناير                           | فبراير                          | مارس                            | أبريل                           | مايو                            | يونيو                           | يوليو                           | أغسطس                           | سبتمبر                          | أكتوبر                          | نوفمبر                          | ديسمبر                          | المعدل السنوي                   |
| --------------------------------- | ------------------------------- | ------------------------------- | ------------------------------- | ------------------------------- | ------------------------------- | ------------------------------- | ------------------------------- | ------------------------------- | ------------------------------- | ------------------------------- | ------------------------------- | ------------------------------- | ------------------------------- |
| الدرجة القصوى °م (°ف)             | 12.7 (54.9)                     | 15.6 (60.1)                     | 23.0 (73.4)                     | 28.5 (83.3)                     | 30.6 (87.1)                     | 33.5 (92.3)                     | 36.3 (97.3)                     | 36.5 (97.7)                     | 33.8 (92.8)                     | 26.4 (79.5)                     | 19.4 (66.9)                     | 13.3 (55.9)                     | 36.5 (97.7)                     |
| متوسط درجة الحرارة الكبرى °م (°ف) | 0.7 (33.3)                      | 1.5 (34.7)                      | 5.6 (42.1)                      | 12.3 (54.1)                     | 18.0 (64.4)                     | 20.5 (68.9)                     | 23.0 (73.4)                     | 22.6 (72.7)                     | 17.6 (63.7)                     | 12.1 (53.8)                     | 5.6 (42.1)                      | 1.9 (35.4)                      | 11.8 (53.2)                     |
| المتوسط اليومي °م (°ف)            | −1.5 (29.3)                     | −1.1 (30.0)                     | 2.0 (35.6)                      | 7.3 (45.1)                      | 12.5 (54.5)                     | 15.5 (59.9)                     | 18.1 (64.6)                     | 17.6 (63.7)                     | 13.1 (55.6)                     | 8.4 (47.1)                      | 3.3 (37.9)                      | −0.3 (31.5)                     | 7.9 (46.2)                      |
| متوسط درجة الحرارة الصغرى °م (°ف) | −3.9 (25.0)                     | −3.6 (25.5)                     | −1.1 (30.0)                     | 2.9 (37.2)                      | 7.4 (45.3)                      | 10.9 (51.6)                     | 13.6 (56.5)                     | 13.1 (55.6)                     | 9.2 (48.6)                      | 5.2 (41.4)                      | 1.1 (34.0)                      | −2.5 (27.5)                     | 4.4 (39.9)                      |
| أدنى درجة حرارة °م (°ف)           | −32.5 (−26.5)                   | −33.3 (−27.9)                   | −21.7 (−7.1)                    | −5.8 (21.6)                     | −3.1 (26.4)                     | 0.7 (33.3)                      | 4.5 (40.1)                      | 1.6 (34.9)                      | −2.0 (28.4)                     | −11.2 (11.8)                    | −18.7 (−1.7)                    | −25.6 (−14.1)                   | −33.3 (−27.9)                   |
| الهطول مم (إنش)                   | 68 (2.7)                        | 49 (1.9)                        | 52 (2.0)                        | 36 (1.4)                        | 54 (2.1)                        | 79 (3.1)                        | 77 (3.0)                        | 97 (3.8)                        | 74 (2.9)                        | 82 (3.2)                        | 83 (3.3)                        | 73 (2.9)                        | 824 (32.4)                      |
| متوسط الأيام الممطرة              | 14                              | 13                              | 14                              | 14                              | 14                              | 16                              | 15                              | 16                              | 17                              | 18                              | 18                              | 16                              | 185                             |
| متوسط الأيام المثلجة              | 15                              | 15                              | 10                              | 3                               | 0.1                             | 0                               | 0                               | 0                               | 0                               | 1                               | 7                               | 13                              | 64                              |
| متوسط الرطوبة النسبية (%)         | 85                              | 83                              | 78                              | 72                              | 71                              | 74                              | 75                              | 77                              | 81                              | 83                              | 86                              | 87                              | 79                              |
| ساعات سطوع الشمس الشهرية          | 35                              | 61                              | 120                             | 171                             | 253                             | 264                             | 257                             | 228                             | 158                             | 96                              | 38                              | 26                              | 1٬707                           |
| المصدر #1: Pogoda.ru.net          |                                 |                                 |                                 |                                 |                                 |                                 |                                 |                                 |                                 |                                 |                                 |                                 |                                 |
| المصدر #2: NOAA (sun 1961–1990)   |                                 |                                 |                                 |                                 |                                 |                                 |                                 |                                 |                                 |                                 |                                 |                                 |                                 |

## توأمة
لكالينينغراد اتفاقيات توأمة مع كل من:
- كلايبيدا (1993 -)[21]
- تسايتز (2010 -)[21]
- آلبورغ (2000 -)
- أودنسه (2000 -)
- بريمرهافن (1991 -)[21]
- كيل (1992 -)[21]
- روستوك (1999 -)[21]
- ليشتنبيرغ (2000 -)[21]
- ساوثهامبتون
- كورك (1994 -)[21]
- كاوناس (2001 -)[21]
- بانيفيزيس (7 سبتمبر 2002 -)[21]
- شياولياي (2003 -)[21]
- فيلنيوس (2000 -)[21]
- خرونينغن (1998 -)[21]
- بياويستوك (1994 -)[21]
- غدانسك (15 مارس 1993 -)[21]
- البلنغ (1994 -)[21]
- وودج (2002 -)[21]
- أولشتين (5 مارس 1993 -)[21]
- راسيبورز (2002 -)[21]
- تورون (1995 -)[21]
- زابجه (1998 -)[21]
- زفوله
- مدينة مكسيكو
- بلدية مالمو [الإنجليزية]‏ (1994 -)[22]
- نورفولك (1992 -)[21]
- بلدية بورلوف
- Kalmar Municipality [الإنجليزية]‏ (19 أكتوبر 2000 -)[21]
- أومسك (1 يوليو 2006 -)[21]
- برست (2009 -)[21]
- كالياري (2011 -)[21]
- شيربورغ-أوكتوفيل (1994 -)[21]
- داليان (1997 -)[21]
- يريفان (2009 -)[21]
- فورلي (2006 -)[21]
- غوميل (10 سبتمبر 2010 -)[21]
- جويوان (2011 -)[21]
- هامبورغ (2005 -)[21]
- غرودنو (1994 -)[21]
- Kętrzyn County [الإنجليزية]‏ (2009 -)[21]
- خيرسون (2002 -)[21]
- كراسنويارسك (2008 -)[21]
- مينسك (1997 -)[21]
- بوتسدام (1993 -)[21]
- سامارا (1999 -)[21]
- سفرودفنسك (2010 -)[21]
- توركو (2004 -)[21]
- ياروسلافل (1995 -)[21]
- بارانافيتشي (2007 -)
- Panevėžys urban area [الإنجليزية]‏ (7 سبتمبر 2002 -)
- باتراس [23]

## معرض صور

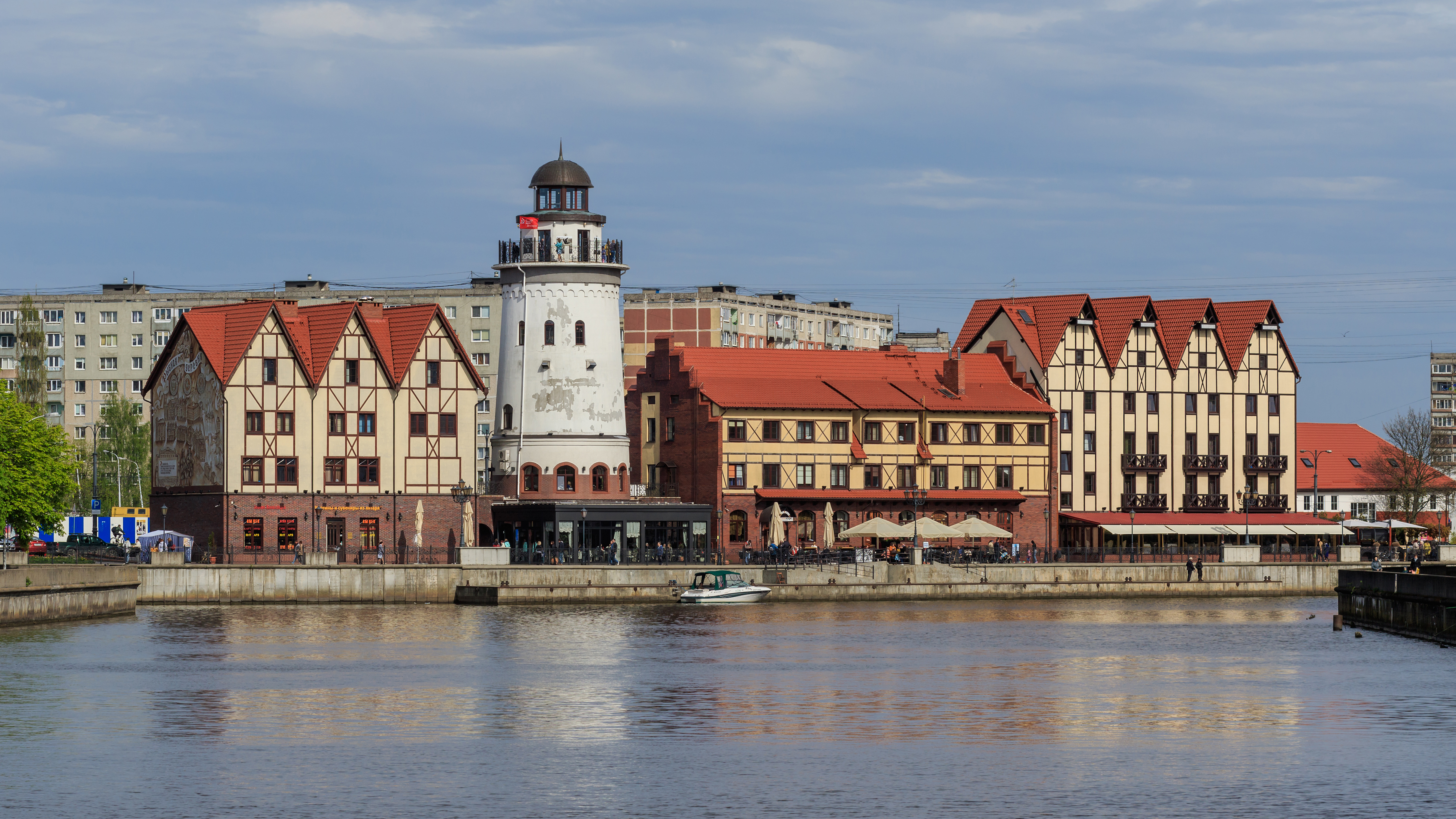
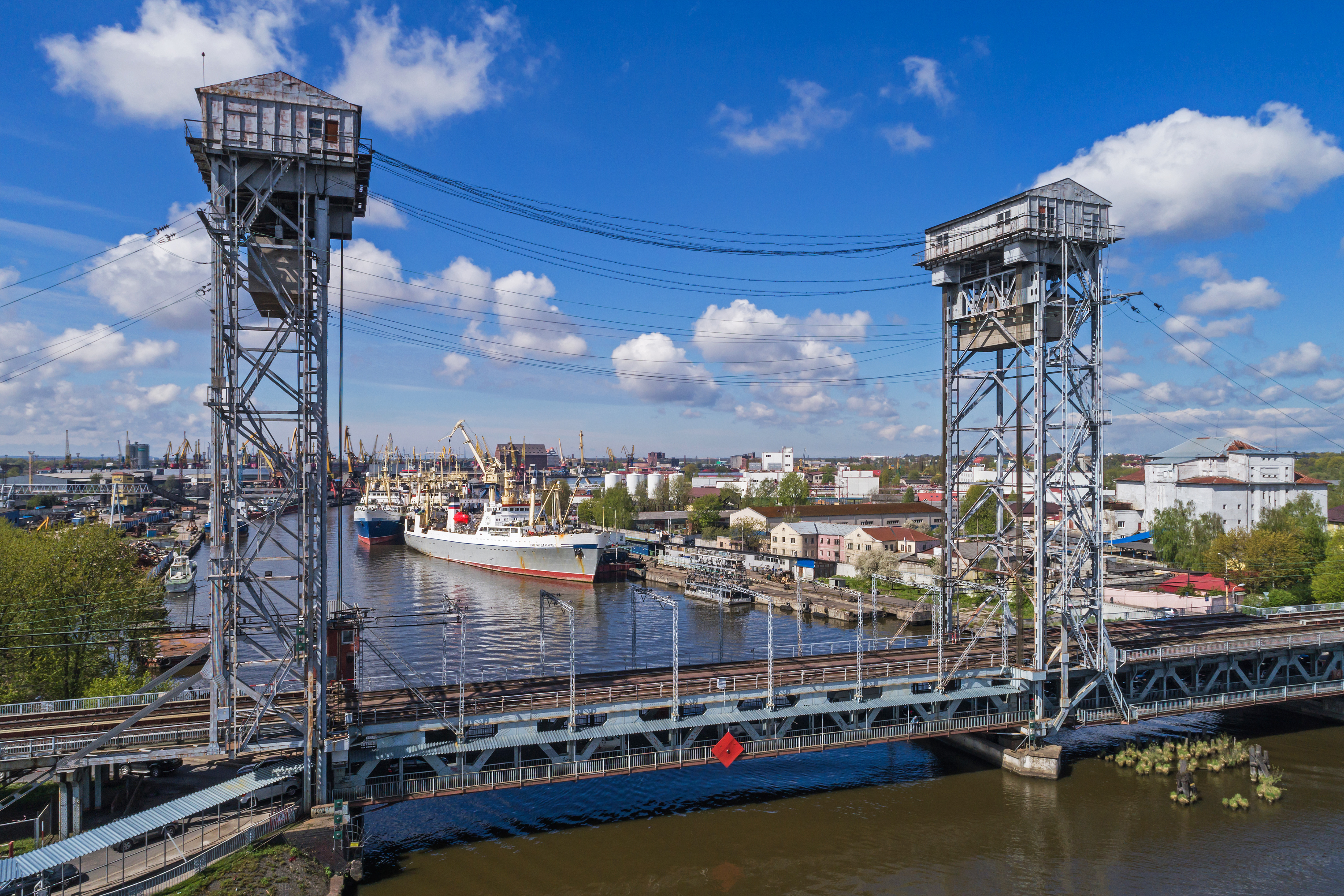
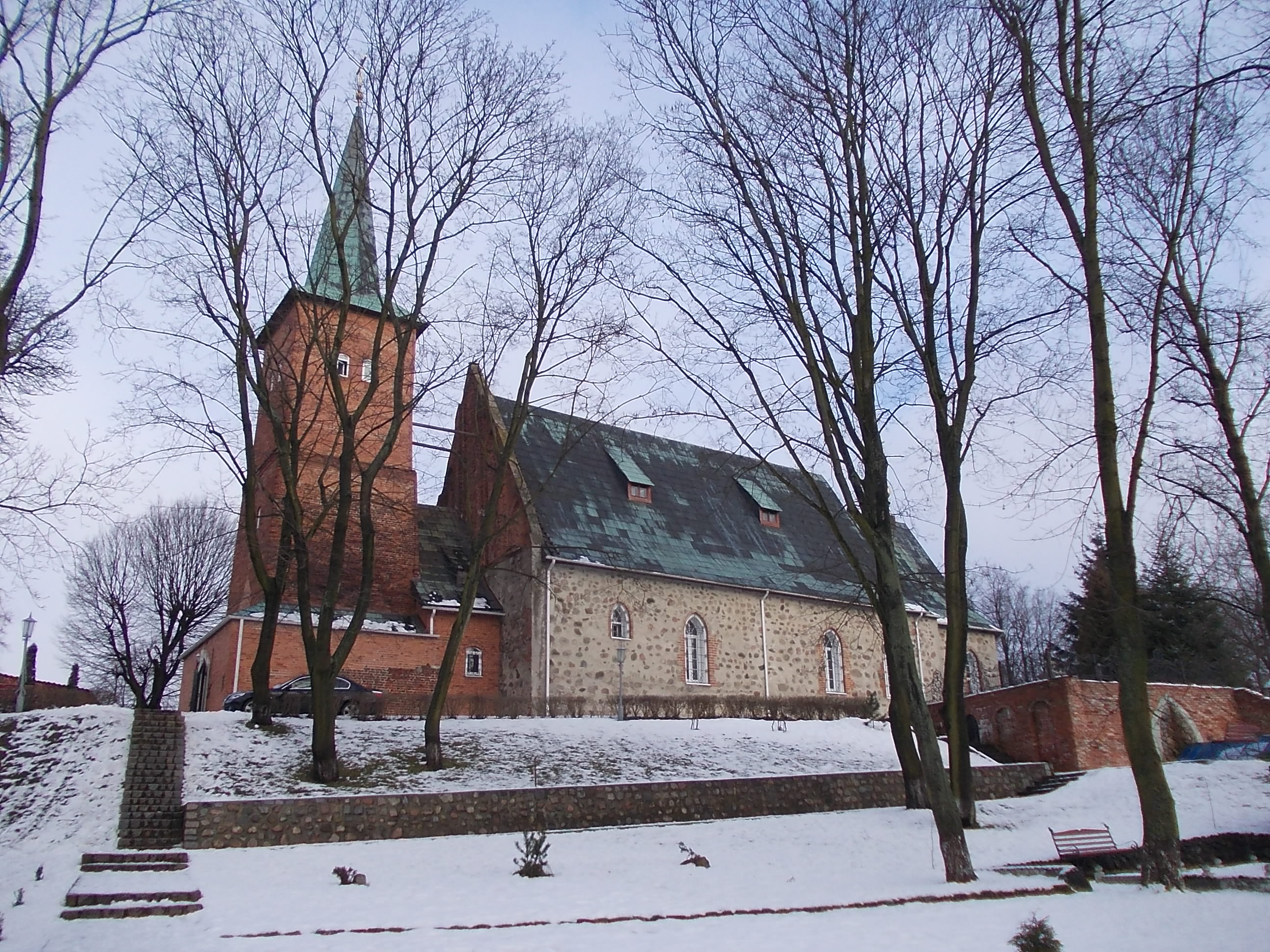

## أعلام
- ألكسندر بيترنكو
- أناستازيا كفيتكو
- ألكسندر فولكوف
- فيليب يوهان فرديناند شور
- دينيس بولياكوف
- فريدرش دوق ساكسونيا

## وصلات خارجية
- Kaliningrad travel guide نسخة محفوظة 20 أغسطس 2017 على موقع واي باك مشين.
- Sights/monuments/museums in Kaliningrad
- City portal where you can find relevant information
- Kaliningrad at the مشروع الدليل المفتوح
- Territory's history from 1815 to 1945 (بالألمانية)

- Interactive Map with photos of Königsberg and modern Kaliningrad نسخة محفوظة 2 سبتمبر 2006 على موقع واي باك مشين.
- Photos of Königsberg/Kaliningrad, comparing locations in 1939 and 2005 نسخة محفوظة 18 أغسطس 2017 على موقع واي باك مشين. (بالروسية) (بالألمانية)

- Panoramic photo of Kaliningrad & Virtual tours over Kaliningrad
- Kaliningrad city and Oblast travel information and photo gallery (بالألمانية)

- Winter trip to the city of Kaliningrad (بالإنجليزية)
- OSW Studies: A captive island. Kaliningrad between Moscow and the EU